# Procamacolaimus cosmius
Procamacolaimus cosmius är en rundmaskart som beskrevs av Gerlach 1956. Procamacolaimus cosmius ingår i släktet Procamacolaimus och familjen Leptolaimidae. Inga underarter finns listade i Catalogue of Life.